# Mittelschaeffolsheim
Mittelschaeffolsheim es una localidad y  comuna francesa, situada en el  departamento de Bajo Rin, en la región de  Alsacia.

## Demografía

| 1793 | 1800 | 1806 | 1821 | 1831 | 1836 | 1841 | 1846 | 1851 | 1856 | 1861 | 1866 |
| ---- | ---- | ---- | ---- | ---- | ---- | ---- | ---- | ---- | ---- | ---- | ---- |
| 184  | 229  | 300  | 304  | 331  | 344  | 308  | 314  | 336  | 291  | 290  | 281  |
| 1871 | 1875 | 1880 | 1885 | 1890 | 1895 | 1900 | 1905 | 1910 | 1921 | 1926 | 1931 |
| 248  | 235  | 249  | 261  | 254  | 257  | 269  | 279  | 280  | 255  | 258  | 260  |
| 1936 | 1946 | 1954 | 1962 | 1968 | 1975 | 1982 | 1990 | 1999 | 2005 | 2010 | 2012 |
| 263  | 247  | 266  | 245  | 265  | 269  | 252  | 272  | 390  | 372  | 527  | 532  |

## Patrimonio
- crucero de 1758.
- Via vía, obra de Robert Gall